# Cystobia schneideri
Cystobia schneideri is een soort in de taxonomische indeling van de Myzozoa, een stam van microscopische parasitaire dieren. Het organisme komt uit het geslacht Cystobia en behoort tot de familie Urosporidae. Cystobia schneideri werd in 1891 ontdekt door Mingazzini.